# Hudiksvallsbygdens församling
Hudiksvallsbygdens församling är en församling i Hälsinglands norra kontrakt i Uppsala stift. Församlingen ligger i Hudiksvalls kommun i Gävleborgs län. Församlingen utgör ett eget pastorat.

## Administrativ historik
Församlingen bildades 2014 genom sammanslagning av Hudiksvall-Idenors församling och Hälsingtuna-Rogsta församling. Den utgör sedan dess ett eget pastorat.

## Kyrkor
- Björkbergskyrkan
- Hudiksvalls kyrka
- Håstakyrkan
- Hälsingtuna kyrka
- Idenors kyrka
- Rogsta kyrka

## Kapell
- Agö kapell
- Bergöns kapell
- Bålsö kapell
- Hölicks kapell
- Kråkö kapell
- Kuggörarnas kapell
- Olmens kapell